# Вербна неділя (язичницьке свято)
Ве́рбна неді́ля (Вербиця, Шуткова неділя) — народне слов'янське свято, що злилося з християнським святом в'їзду Ісуса Христа в Єрусалим. Неодмінним атрибутом свята є освячені гілочки верби та жартівливе побиття ними.
Звичай святити вербу відомий принаймні з XI ст. і згадується вже в «Ізборнику» 1073 року, а також Данилом Паломником.

## Обрядовість
Неділя за тиждень перед Великоднем називається «Вербною», «шутковою» або «квітною», а тиждень перед цією неділею — «вербним»
Вербній неділі передувала Вербна субота. Під час церковного обходу на вечірні відомий звичай з елементами ворожіння, за яким діти носять вербу — кому трапиться найбільша гілка верби, того чекає щастя. У південних слов'ян, сербів і болгарів, в цей день діти, переважно дівчатка до дванадцяти років («лазаріци»), ходять групами з хати до хати і співають «лазарівські пісні» на зразок веснянок. Ймовірно, що і в Україні вербна субота святкувалася дітьми урочистіше.
У Вербний тиждень, за народнім віруванням, не можна сіяти конопель і городини, бо «буде ликовате, як верба». Також не сіяли буряків, бо «будуть гіркі».
Після освячення верби в церкви на Вербну неділю, українські господарі відразу ж садили на городі чи в полі по кілька гілок. Цей же звичай існує і в Австрії, в околицях міста Земмерінґ. Ймовірно, що садження верби у Вербну неділю мало очищувальне символічне значення, призначалося забезпечити поле від лих. Решту гілок несли до хати і ставили на покуті під іконами.
З Вербною неділею пов'язаний обряд злегка бити вербовими гілочками тих, хто лишився в хаті та не святив вербу. Це супроводжується словами:
|  | Не я б'ю — верба б'є, За тиждень Великдень, Недалечке червоне яєчко! |

Молоді хлопці та дівчата билися свяченою вербою ще й коло церкви, та й дорогою. Дорогою до домівок, б'ючись, примовляли:
|  | Будь великий, як верба, А здоровий, як вода, А багатий, як земля! |

В Галичині відомий такий варіант:
|  | Шутка б'є — не я б'ю, Віднині за тиждень Буде в нас Великдень! |

або
|  | Лоза б'є — не заб'є Віднині за тиждень Буде Великдень! |

Свячена верба вшановується українцями і з нею пов'язано такі табу, як заборона топтати свячену вербу. Тому навіть найдрібніше гілля, що лишилося після освячення, спалювали. Свяченій вербі приписується магічна сила. Нею, за звичаєм, виганяли худобу на пасовище для захисту худоби від нечистої сили. Під час граду свячену вербу викидали надвір, щоб припинити негоду.
Верба важлива в народній медицині. Використовувалася у формі відварів, настоянок. Гілочки використовувалися знахарями, щоб «збивати» гарячку.

## Трактування сенсу свята
Олекса Воропай вказував на давню священність верби, проте обряд її освячення виводив з християнської міфології. По-перше верба замінила пальмове гілля, яким встеляли дорогу перед Христом. По-друге, верба відома в народних віруваннях і як оселя нечистої сили (зокрема суха верба чи особливий різновид «козяча верба»), тому потребує освячення.
Лев Силенко вважав, що верба — це символ живучості, самозбереження, оскільки гілочки верби легко пускають коріння, якщо їх лише ввіткнути в вологу землю.
За сучасними неоязичницькими поясненнями, верба символізує Світове дерево, або конкретно його верхівку. Назва верби виводиться зі слова «вер», з якими пов'язується значення верху. Звідси також «верх», «вершина», «вершити», «верхів'я», «верхній», «зверхник», «верховода», «верховина» тощо. Верба через це фігурує і в інших святах: Купала, Різдва та самого Великодня. Про Вербу згадується у дохристиянських веснянках-гаївках, як-от «Вербова дощечка».